# Velazconia difficilis
Velazconia difficilis là một loài bướm đêm trong họ Noctuidae.